# Révolte des deux sous
La révolte des deux sous, à Lyon (France), en 1786, est une insurrection des ouvriers de la soie, prémices de la Révolte des canuts de 1831. Elle oppose, d'un côté le Consulat et les marchands en soie surnommés "soyeux", et de l'autre les ouvriers tisserands surnommés "canuts", réclamant une hausse des tarifs de certaines étoffes.

## Contexte
Lyon à la fin de l'époque moderne est une ville pré-industrielle dont l'activité essentielle est le travail de la soie. Vivant au gré des commandes princières et alternant des périodes de prospérité et de crise, les deuils royaux ou les changements de mode à la Cour arrêtant brutalement les commandes, le milieu ouvrier est fortement touché lors des crises de débouchés. Déjà en 1744, une première révolte pour un tarif minimal avait secoué la ville, et cette revendication revient régulièrement alimenter des conflits entre canuts et donneurs d'ordre.

## Historique
Le 7 août, les ouvriers en soie réclamant l'application d'un tarif promis deux mois auparavant (une hausse de 2 sols par aune) se mettent en grève. Ils sont rapidement suivis par les chapeliers qui souhaitent obtenir une augmentation de leur prix de travail à la journée. le consulat réagit immédiatement en interdisant par une ordonnance toute réunion à ce sujet. Malgré cela, les canuts se réunissent le lendemain dans les cabarets ouverts aux alentours des travaux de Charpennes, et les chapeliers font de même dans ceux de Perrache. Les meneurs des différents groupes, dont un chapelier nommé Pierre Sauvage, appellent au calme et mènent la foule devant l'hôtel particulier du prévôt des marchands, Louis Tolozan de Montfort, pour qu'il établisse le tarif demandé. Devant le silence des autorités et l'absence de répression, les émeutiers s'énervent, jettent des pierres sur la demeure de Tolozan de Montfort puis vont sur la place des Terreaux face à l'hôtel de ville. Là, ils se battent contre la maréchaussée, ce qui se termine par un mort et huit blessés parmi les manifestants. Devant une situation extrêmement tendue, le consulat accepte de donner une réponse quant à l'application du tarif le lendemain.

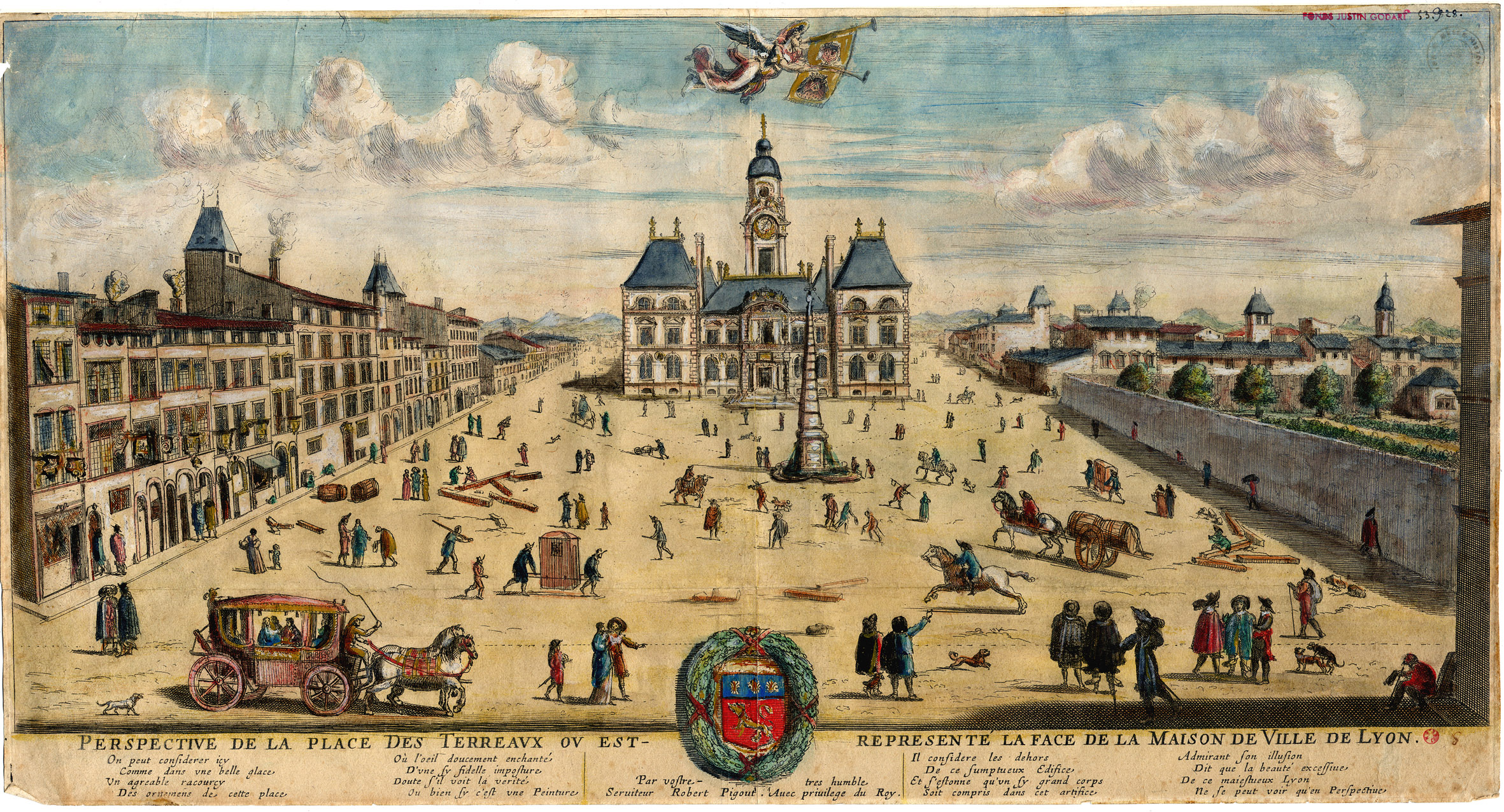
Place de l'hôtel de ville.

Le lendemain matin, un membre du consulat et Pierre Sauvage annoncent dans la liesse générale sur le balcon de l'hôtel de ville que le tarif est accepté. A ce moment, d'autres revendications montent de la foule, que le consulat refuse d'entendre. Les chanoines-comtes de Lyon jouent alors les intermédiaires, sans succès. Le mécontentement remonte rapidement, de nombreux canuts restent en grève, de nombreux autres ouvriers étrangers prennent peur et quittent la ville, ce qui désorganise la filière soyeuse. Enfin, la crainte de débordement devient insupportable pour de nombreux maîtres soyeux. Le consulat fait finalement appel à un régiment de chasseurs qui rétablit l'ordre. Trois émeutiers, Jean-Jacques Nerin, Joseph-Antoine Diapano ainsi que Pierre Sauvage, sont arrêtés et pendus le 12 août,.
Le tarif est en définitive suspendu par arrêt du conseil du Roi du 3 septembre.
- note de Tolozan de Montfort sur la répression de la révolte.
- Lettre à Tolozan de Montfort sur l'exécution d'ouvriers (1)
- Lettre à Tolozan de Montfort sur l'exécution d'ouvriers (2)

## Postérité
Cette insurrection marquera la mémoire des ouvriers lyonnais, qui se révolteront à nouveau en 1831 et 1834. Elle marque la rupture entre le groupe des tisseurs et celui des donneurs d'ordre, unis auparavant dans la défense de leur travail. De nombreux chefs d'atelier canuts se souviendront, pendant la Révolution et après, du refus des autorités et des riches marchands d'accepter une certaine solidarité de métier durant les crises.